# Alfred Brownell
Alfred Lahai Gbabai Brownell (né en 1965/1966) est un militant écologiste et avocat libérien. Brownell a attiré l'attention internationale en raison de son plaidoyer pour empêcher la destruction des forêts tropicales pour la production d'huile de palme. Après avoir reçu des menaces de mort en raison de son travail, sa famille et lui ont fui le Libéria en 2016. En 2019, il a remporté le Prix Goldman pour l'environnement, aussi appelé « Nobel vert », pour son travail protégeant plus de 500'000 acres (2000 km2) de forêt tropicale qui étaient des terres traditionnelles des communautés locales.

## Éducation et carrière
Brownell est sorti diplômé de l'Université du Liberia en 1994 avec un Bachelor's of Science en agriculture générale. Il a ensuite fréquenté la faculté de droit Louis Arthur Grimes de l'Université du Libéria, où il a obtenu son diplôme en 1999. Il a ensuite fréquenté la faculté de droit de l'université de Tulane, où il a obtenu une maîtrise en droit en 2002.
Après avoir terminé ses études en droit, Brownell est devenu coauteur de la législation visant à protéger les terres forestières et les droits des communautés autochtones vivant sur ces terres. Cependant, il a constaté que le gouvernement avait enfreint les lois nouvellement mises en œuvre sans effectuer d'études d'impact ni consulter les communautés locales. « Le gouvernement a procédé à la cession des mêmes zones forestières que nous avions eu du mal à protéger. Ils ont commencé à attribuer ces terres forestières à des sociétés minières, à des sociétés agricoles et à des sociétés d'exploitation forestière. Ils ne consultaient pas les communautés, ils ne faisaient pas d'études d'impact environnemental, c'était un fonctionnaire assis dans son bureau qui disait à ces entreprises : « Voici cinq millions d'acres de terrain, allez prendre ça » », a déclaré Brownell dans un entretien. Brownell a noté que la coupe à blanc des forêts pour les plantations d'huile de palme a aggravé la situation des communautés locales, car trop peu d'emplois ont été créés pour employer les résidents qui avaient perdu leurs terres à cause du développement. Dans le cadre de son travail de protection des terres menacées et de défense des communautés locales, Brownell a fondé la première organisation non gouvernementale en droit environnemental du Libéria, Green Advocates International.
En 2009, le gouvernement a accordé de grands baux fonciers à plusieurs sociétés multinationales qui avaient l'intention de défricher la forêt et d'en faire des plantations d'huile de palme. Par exemple, en 2010, le gouvernement libérien a loué plus de 500'000 acres (200'000 hectares) de terres dans le Comté de Sinoe à Golden Veroleum Liberia, une société de production d'huile de palme basée à Singapour. L'entreprise prévoyait de transformer les terres forestières en plantations de palmiers à huile, mais les résidents locaux ont commencé à protester contre le défrichement de leurs terres sans leur consentement. Brownell et son équipe ont documenté l'intimidation et le harcèlement des membres de la communauté, la destruction des terres forestières et de maisons, ainsi que la profanation de tombes et de sites sacrés. Il a travaillé pour déposer des plaintes auprès d'une organisation mondiale de certification, la Table ronde sur l'huile de palme durable, qui a appelé à l'arrêt du développement des terres. Par la suite, les membres de la famille de Brownell ont été arrêtés et il a été attaqué, ce qui l'a contraint à fuir le pays.
Après avoir quitté le Liberia, il est devenu « Chercheur invité distingué » à la Northeastern University School of Law dans le programme des droits humains et de l'économie globale,.